# Halteriida
Halteriia
Ne doit pas être confondu avec Halteria.
Sous-classe
Ordre
Les Halteriida, uniques représentants de la sous-classe des Halteriia, sont un ordre de Ciliés de la classe des Oligotrichea.

## Description
Les genres faisant partie de cet ordre ont un corps petit, ovoïde. La zone adorale des membranelles s'étend sous forme de ruban incurvé sur la face ventrale. L'ébauche orale se développe à la surface des cellules; toute la ciliature somatique naît de novo.

## Distribution
Cet ordre comprend essentiellement des espèces d'eau douce, certaines également édaphiques (dans le sol).

## Liste des familles
Selon GBIF (3 octobre 2022) :
- Halteriidae Claparède & Lachmann, 1858
- Meseridae Corliss, 1961

## Systématique
Le nom valide de ce taxon est Halteriida Petz & Foissner, 1992. Il est formé à partir du nom du genre type Halteria.
The Taxonomicon (3 octobre 2022) assimile l'ordre des Halteriida à celui des Sporadotrichida (en) Fauré-Fremiet, 1961.

## Publication originale
- (en) Wolfgang Petz et Wilhelm Foissner, « Morphology and Morphogenesis of Strobilidium caudatum (Fromentel), Meseres corlissi n. sp., Halteria grandinella (Müller), and Strombidium rehwaldi n. sp., and a Proposed Phylogenetic System for Oligotrich Ciliates (Protozoa, Ciliophora) », Journal of Protozoology, Wiley, vol. 39, no 1,‎ janvier 1992, p. 159-176 (ISSN 0022-3921 et 2375-0804, DOI 10.1111/J.1550-7408.1992.TB01296.X, lire en ligne).